# Ізмайлівка (Покровський район)
Ізма́йлівка — село Курахівської міської громади Покровського району Донецької області, Україна. У селі мешкає 199 людей.

## Загальні відомості
Відстань до міста Мар'їнка становить близько 21 км і проходить автошляхом місцевого значення.
Землі села межують із територією селища Цукурине та м. Гірник Донецької області. У селі бере початок Балка Солона.

## Населення
За даними перепису 2001 року населення села становило 199 осіб, із них 28,64 % зазначили рідною мову українську та 71,36 % — російську.